# Trakt Zapuszczański
Trakt Zapuszczański (lit. Użgiris) – dawna nazwa południowej części województwa trockiego między Niemnem, Puszczą Augustowską a granicą Prus. Po II rozbiorze Polski Trakt Zapuszczański znalazł się w Królestwie Prus. Na podstawie traktatu tylżyckiego wszedł w skład Księstwa Warszawskiego. Od 1815 r. w Królestwie Polskim jako część województwa augustowskiego.